# Oriana Fallaci

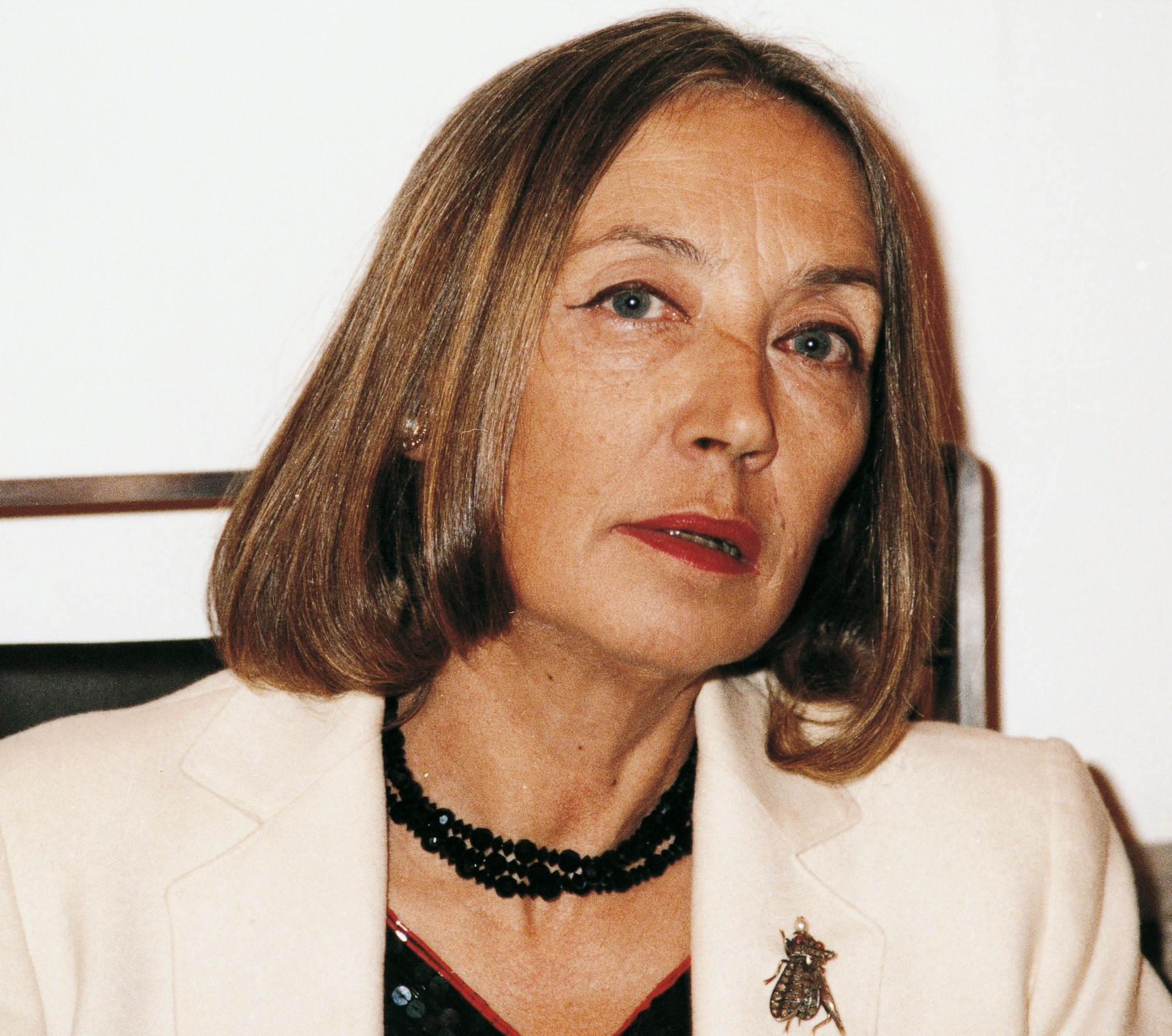
Oriana Fallaci (1987)

Oriana Fallaci (* 29. Juni 1929 in Florenz; † 15. September 2006 ebenda) war eine italienische Journalistin und Schriftstellerin.

## Leben
Oriana Fallaci war zehn Jahre alt, als Italien in den Zweiten Weltkrieg eintrat. Sie half ihrem für den antifaschistischen Widerstand arbeitenden Vater, indem sie Waffen zu Partisanen schmuggelte und Gefangenen bei der Flucht aus deutschen Konzentrationslagern in Italien half. Bei der Besetzung von Florenz wurde ihr Vater verhaftet und gefoltert, einige Zeit später jedoch freigelassen. Nach dem Zweiten Weltkrieg machte sich Fallaci als Journalistin und Schriftstellerin einen Namen. Sie wurde zur Vertreterin eines extrem konfrontativen Interviewstils, der seit den 1970er-Jahren populär wurde.
1956 berichtete Fallaci vom Ungarn-Aufstand in Budapest. 1963 zog sie nach New York. 1968 wurde sie beim Massaker von Tlatelolco durch drei Schüsse verletzt.
Fallacis Bücher wurden in 20 Sprachen übersetzt und in 31 Ländern veröffentlicht. Ihr erstes Werk, mit dem sie international bekannt wurde, war Wenn die Sonne stirbt, in dem sie die von ihr geführten Interviews mit den ersten Astronauten verarbeitete. Das in Form eines Tagebuches 1969 veröffentlichte Werk mit dem Titel Wir, Engel und Bestien schildert ihre Erlebnisse als Kriegsreporterin in den Jahren 1967 und 1968 in Südvietnam während des Vietnamkriegs, wo sie bei Kampfeinsätzen mit der US-Armee flog und ein Gespräch mit dem legendären nordvietnamesischen General Giap führte. 1972 interviewte sie den äthiopischen Kaiser Haile Selassie. Ein internationales Echo fand sie in den 70er und 80er Jahren mit ihren Büchern Brief an ein nie geborenes Kind (das Buch erschien auf der Höhe der weltweiten Abtreibungsdebatte), Ein Mann (über ihre Liebe zum 1976 unter ungeklärten Umständen zu Tode gekommenen griechischen Widerstandskämpfer Alekos Panagoulis) und Inschallah (über den Bürgerkrieg in Beirut).
Als Journalistin arbeitete Fallaci auch für renommierte internationale Zeitungen, darunter die Londoner Times, Life und die New York Times. Als sie 1975 im italienischen Wochenmagazin L’Europeo schrieb, Pier Paolo Pasolini sei von einer rechtsradikalen Schlägertruppe umgebracht worden, trug ihr ihre Weigerung, ihren Zeugen zu nennen, 1978 eine Verurteilung zu vier Monaten Haft ein. Vor der Strafverbüßung blieb sie durch eine spätere Amnestie verschont.

Oriana Fallaci in Teheran (1979)

Fallaci interviewte zahlreiche bekannte Persönlichkeiten, wie Jassir Arafat, Willy Brandt, Muammar al-Gaddafi und Deng Xiaoping. 1968 interviewte sie den Polizeichef von Saigon, General Nguyễn Ngọc Loan, der durch ein Foto weltweit bekannt geworden war, auf dem er einen gefangen genommenen Vietcongkämpfer auf offener Straße mit seiner Pistole erschießt. Henry Kissinger bezeichnete sein Interview mit ihr als „das katastrophalste Gespräch, das ich je mit einem Mitglied der Presse hatte“. Fallaci brachte ihn dazu einzugestehen, dass der Vietnamkrieg „nutzlos“ gewesen sei und dass er als Politiker ein „Cowboy“ sei, der den „Kutschentreck“ anführt, indem er alleine voranreitet.
Als erste Frau aus dem Westen durfte sie 1979 mit Ayatollah Chomeini sprechen. 1991 berichtete sie über den Beginn des Zweiten Golfkriegs aus dem Irak.
Sie lebte zuletzt überwiegend in New York City, wo sie auch die Terroranschläge am 11. September 2001 miterlebte. Papst Benedikt XVI. empfing die Atheistin Fallaci am 27. August 2005 zu einem Privatgespräch. Die meisten ihrer Bücher und Manuskripte hat Fallaci der päpstlichen Lateran-Universität überlassen. Am 15. September 2006 erlag sie einem langjährigen Krebsleiden.
Zum Alleinerben Fallacis wurde nach einem Rechtsstreit über die Echtheit ihres Testaments im Juli 2015 Edoardo Perazzi, Sohn von Fallacis Schwester, bestimmt. Perazzi kündigte an, Fallacis „Ansehen zu schützen und seinen Beitrag zu ihrem geistigen Erbe zu leisten“.

## Werke

### Die Wut und der Stolz
Weltweites Aufsehen erregte Oriana Fallaci mit ihren (mittlerweile in Buchform herausgegebenen) Essays zu den Anschlägen des 11. September 2001. Unter dem Titel La rabbia e l’orgoglio (Die Wut und der Stolz) konfrontiert die Autorin die westliche Welt mit dem Islam und beschreibt diesen als aggressive und expansive Religion. Sie stellt dabei die These auf, dass der dekadente, in seiner Sucht nach Frieden blind gewordene Westen durch sein liberales und nachsichtiges Verhalten gegenüber dem Islam (Appeasement) den Islamismus erst hervorgerufen habe. Aber nicht der Islamismus sei das eigentliche Problem, sondern der Islam als intolerante Religion an sich. Letztlich strebe der Islam nach der religiösen Weltherrschaft. Daraus ergibt sich für Fallaci folgerichtig, dass der Islam dort, wo er bereits selbst dominiert, keine andere Religion mehr als ebenbürtig und gleichberechtigt neben sich duldet.
Sie vergleicht Osama bin Laden in seinem totalitären Anspruch mit Hitler und Mussolini und wirft der islamischen Welt vor, sich im Krieg gegen die westliche Zivilisation – und damit gegen die durch das Christentum geprägte abendländische Kultur – zu befinden. Dieser Krieg werde offen – durch Terrorismus, zum Beispiel durch religiös motivierte Selbstmordattentate –, aber vor allem verdeckt geführt, indem durch muslimische Masseneinwanderung besonders die christlichen europäischen Länder unterwandert werden sollen. Diese latente Migrationspolitik bediene sich gezielt des besonders von Gunnar Heinsohn beschriebenen Phänomens des Youth Bulge. Ziel dieser langfristig angelegten Strategie sei es, den muslimischen Bevölkerungsanteil stetig zu erhöhen – wenn nötig über einen Zeitraum von etlichen Generationen –, bis in den einzelnen Ländern die Bevölkerungsmehrheit erreicht ist; wodurch politisch legal auf demokratischem Wege „das Kreuz durch den Halbmond abgelöst werden kann“. Was durch die kriegerischen Eroberungszüge des Osmanischen Reiches nicht gelungen war – nämlich die Eroberung Westeuropas und damit die Unterwerfung des Christentums –, solle nun durch die subtile Methode der „demographischen Eroberung“ nachgeholt werden. Stück für Stück werde die Scharia in einem „Marsch durch die Institutionen“ eingeführt.
Das Buch verkaufte sich in Italien ungewöhnlich schnell: Innerhalb von zwei Wochen nach der Veröffentlichung wurden über 700.000 Exemplare des italienischen Originals verkauft. Das Werk erhielt gemischte Kritiken. Der Journalist Marco Belpoliti empfand es als stilistisch gelungen, da es den Leser mitreiße und ihn an die volkstümlichen Predigten des Bernhardin von Siena erinnere; inhaltlich appelliere die Streitschrift an die „Instinkte“ von Nationalismus, Xenophobie und Chauvinismus. Lennart Laberenz hingegen kritisierte in Literaturkritik.de den Stil als „schmerzbefreite(s) Gestammel“ und urteilte: „Die distanzlos niedergeschriebenen Attacken gegen den Islam und die Verherrlichung des Patriotismus in den USA sind denn auch fühlbar aus selbstgewählter Emigration in die intellektuelle Dumpfheit geprägt.“

### Die Kraft der Vernunft
Die Kernaussage von Fallacis 2004 erschienenem Buch Die Kraft der Vernunft ist, dass die Gefahr einer allmählichen, schleichenden „Islamisierung“ Europas durch den „demographischen Faktor“ – der ständigen Zunahme des muslimischen Bevölkerungsanteils in den christlichen europäischen Ländern – real besteht. Ihrer Meinung nach gibt es aber trotzdem „Hoffnung“, und zwar aufgrund der „Überlegenheit“ des abendländischen Denkens: der Kraft der Vernunft. In diesem Buch wird der Islam als rückwärtsgewandt, „irrational“, demokratie- und frauenfeindlich bezeichnet und beschrieben. Fallaci erhielt, wie bereits nach ihrem vorhergehenden Werk, mehrere Morddrohungen von islamistischen Organisationen. Das Buch wurde mehrfach von Vertretern der islamischen Gemeinschaft und verschiedenen Medien wegen anti-islamischer Tendenzen kritisiert.
In Italien wurde sie schließlich von Adel Smith verklagt, dem Gründer der „Union der Muslime Italiens“. Smith rief zu Gewalt gegen Fallaci auf und wollte sie „dem Gesetz Allahs“ zugeführt sehen. Der Schwerkranken drohte eine mehrmonatige Haftstrafe wegen Verunglimpfung einer Religion. Dazu sagte sie in einem Interview: „Ich werde die Richter nicht mit meiner Präsenz beehren, das hier ist eine inakzeptable, unzulässige, unverzeihliche Causa. Schämt euch!“ (Die Kraft der Vernunft).

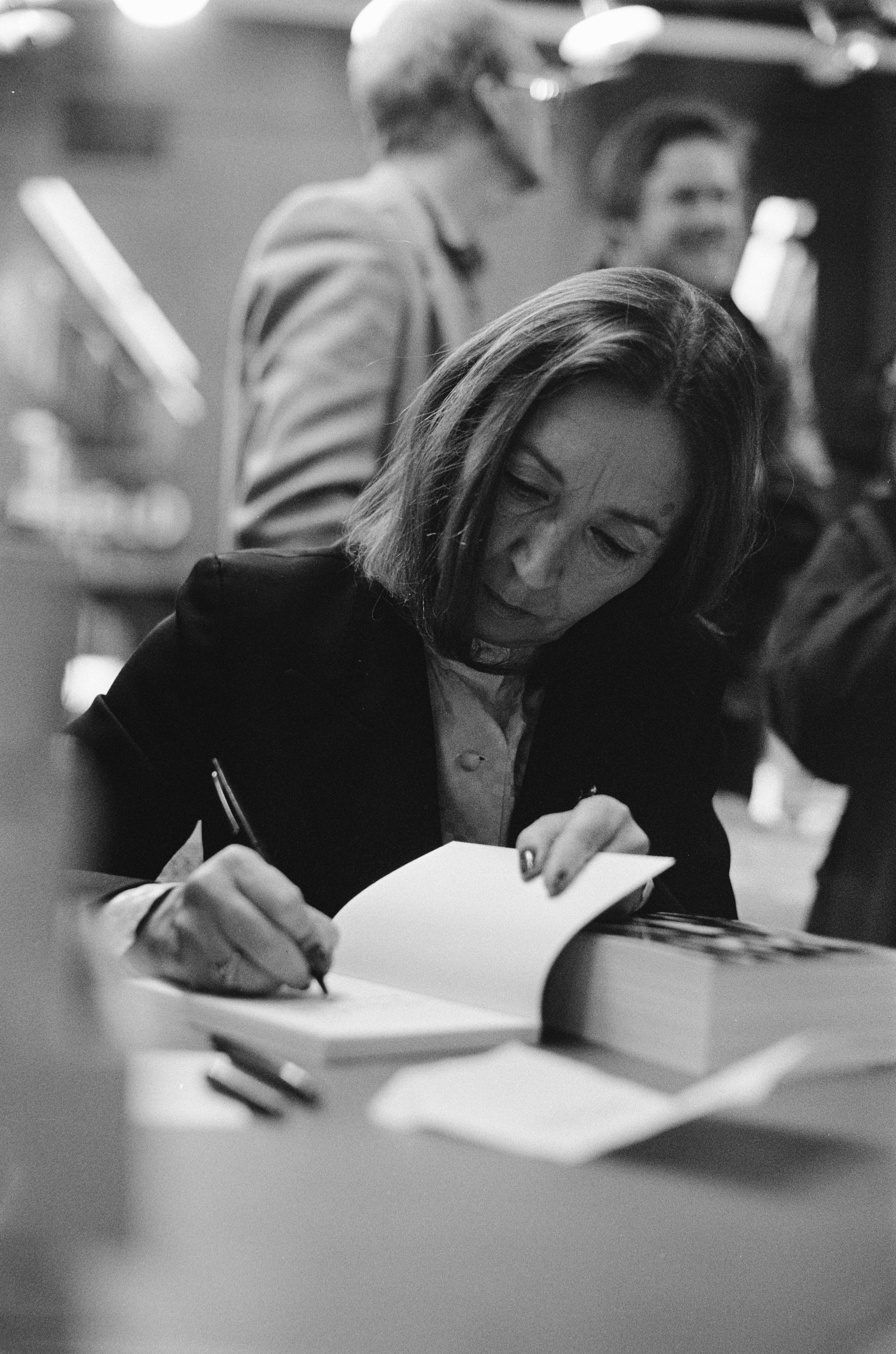
Oriana Fallaci (1980)

## Rezeption
Das journalistische Wirken Fallacis hat geteiltes Echo hervorgerufen. So wurde sie als Vorkämpferin für die europäische Kultur gefeiert, von anderen als „Hasspredigerin“ bezeichnet.
Kurz nach ihrem Tod gründete sich in der Stadt Imola die Bürgerinitiative „Eine Straße für Oriana Fallaci“. Später begann die Organisation, jährlich den Oriana-Fallaci-Preis zu verleihen. Zu den Ausgezeichneten gehören Filip Dewinter (2008), Geert Wilders (2009), Tommy Robinson (2012), Vittorio Feltri (2015), Marine Le Pen und Donald Trump (2016), sowie zuletzt Marcello Foa (2018).
2007 benannte die Stadt Mailand eine kleine Grünfläche in Oriana-Fallaci-Park. Nach ihr benannte Straßen existieren bisher unter anderem in Grosseto, Pavia, Colleferro und Segrate. Die norditalienische Gemeinde Oppeano würdigte die Arbeit Fallacis 2008 durch die Benennung der Piazza Oriana Fallaci. Das Grundstück für den Platz hatte die Gemeinde für 70.000 Euro gekauft und ein bis dahin als Moschee genutztes Gebäude abgerissen. Außerdem sind die öffentlichen Bibliotheken der lombardischen Gemeinden Magenta und Saronno nach Fallaci benannt.

## Veröffentlichungen
- Ab- und Beifälliges über Prominente. Econ Verlag, Düsseldorf / Wien 1965, DNB 451207025.
- Das unnütze Geschlecht. Wo lebt die Frau am glücklichsten? Econ, Düsseldorf / Wien 1965, DNB 451207033.
- Wenn die Sonne stirbt. Econ, 1966, DNB 456597921.
- Penelope auf dem Kriegspfad. Roman (Originaltitel: Penelope alla guerra), DVA, Stuttgart 1969, DNB 456597905; Penelope im Krieg, dtv, München 1994, ISBN 3-423-11897-0.
- Wir, Engel und Bestien. 1970, ISBN 3-423-10259-4 (später unter dem Titel Nichts und Amen, ISBN 3-423-30477-4)
- Interview with History. Houghton Mifflin, Boston 1976, ISBN 0-395-25223-7 englisch.
- Brief an ein nie geborenes Kind. Goverts, Frankfurt am Main 1977, ISBN 3-7740-0466-8.
- Ein Mann. 1980, ISBN 3-596-25204-0.
- Inschallah. 1992, ISBN 3-462-02114-1.
- Die Wut und der Stolz (Originaltitel: La rabbia e l’orgoglio, 2001, übersetzt von  Paula Cobrace).  List, München 2002, ISBN 3-548-60379-3. (Platz 1 der Spiegel-Bestsellerliste vom 2. bis zum 8. September und vom 16. September bis zum 6. Oktober 2002)
- Die Kraft der Vernunft. 2004, ISBN 3-471-77564-1.
- Oriana Fallaci intervista sé stessa. L’Apocalisse. 2005, ISBN 88-17-00684-X.